# Mymaromma buyckxi
Mymaromma buyckxi is een vliesvleugelig insect uit de familie Mymarommatidae. De wetenschappelijke naam is voor het eerst geldig gepubliceerd in 1966 door Mathot.